# Schoolcraft County
Schoolcraft County ist ein County im Bundesstaat Michigan der Vereinigten Staaten. Der Verwaltungssitz (County Seat) ist Manistique. Das U.S. Census Bureau hat bei der Volkszählung 2020 eine Einwohnerzahl von 8047 ermittelt.

## Geographie
Das County liegt im mittleren Osten der Oberen Halbinsel, grenzt im Süden an den Michigansee, einem der 5 großen Seen, und hat eine Fläche von 4879 Quadratkilometern, wovon 1827 Quadratkilometer Wasserfläche sind. Es grenzt im Uhrzeigersinn an folgende Countys: Delta County, Alger County, Luce County, Mackinac County und auf dem Michigansee an: Charlevoix County und Leelanau County.

## Geschichte
Schoolcraft County wurde 1843 aus Teilen des Chippewa County und des Mackinac County gebildet. Benannt wurde es nach dem Forscher und Ethnologen Henry Schoolcraft.
Sechs Bauwerke und Stätten des Countys sind im National Register of Historic Places eingetragen (Stand 28. Januar 2018).

## Demografische Daten

Alterspyramide des Schoolcraft Countys (Stand: 2000)

Nach der Volkszählung im Jahr 2000 lebten im Schoolcraft County 8.903 Menschen in 3.606 Haushalten und 2.498 Familien. Die Bevölkerungsdichte betrug 3 Einwohner pro Quadratkilometer. Ethnisch betrachtet setzte sich die Bevölkerung zusammen aus 88,67 Prozent Weißen, 1,63 Prozent Afroamerikanern, 6,12 Prozent amerikanischen Ureinwohnern, 0,42 Prozent Asiaten, 0,37 Prozent aus anderen ethnischen Gruppen; 2,80 Prozent stammten von zwei oder mehr Ethnien ab. 0,93 Prozent der Bevölkerung waren spanischer oder lateinamerikanischer Abstammung.
Von den 3.606 Haushalten hatten 28,1 Prozent Kinder unter 18 Jahren, die bei ihnen lebten. 57,6 Prozent waren verheiratete, zusammenlebende Paare, 8,1 Prozent waren allein erziehende Mütter und 30,7 Prozent waren keine Familien. 27,4 Prozent waren Singlehaushalte und in 13,0 Prozent lebten Menschen im Alter von 65 Jahren oder darüber. Die Durchschnittshaushaltsgröße betrug 2,36 und die durchschnittliche Familiengröße lag bei 2,84 Personen.
22,8 Prozent der Bevölkerung waren unter 18 Jahre alt. 6,8 Prozent zwischen 18 und 24 Jahre, 26,1 Prozent zwischen 25 und 44 Jahre, 25,8 Prozent zwischen 45 und 64 Jahre und 18,6 Prozent waren 65 Jahre oder älter. Das Durchschnittsalter betrug 41 Jahre. Auf 100 weibliche Personen kamen 100,1 männliche Personen. Auf 100 Frauen im Alter von 18 Jahren und darüber kamen statistisch 99,2 Männer.
Das jährliche Durchschnittseinkommen eines Haushalts betrug 31.140 USD, das Durchschnittseinkommen einer Familie 36.810 USD. Männer hatten ein Durchschnittseinkommen von 32.725 USD, Frauen 21.364 USD. Das Prokopfeinkommen betrug 17.137 USD. 9,1 Prozent der Familien und 12,2 Prozent der Bevölkerung lebten unterhalb der Armutsgrenze.